# Bronisław Geremek
Bronisław Geremekⓘ (ur. 6 marca 1932 w Warszawie jako Beniamin Lewertow, zm. 13 lipca 2008 w Lubieniu) – polski historyk i polityk, profesor nauk humanistycznych.

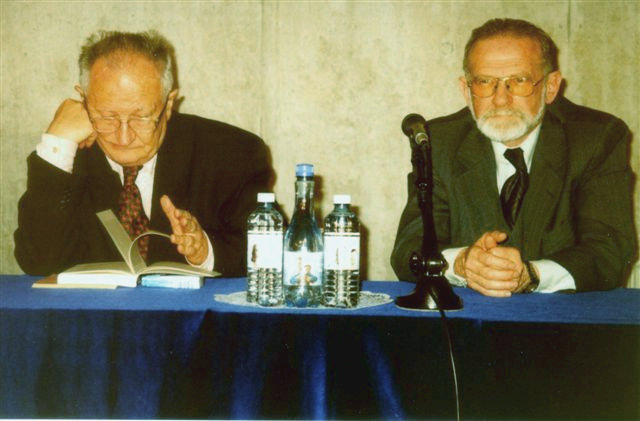
Bronisław Geremek z Zygmuntem Kubiakiem; Warszawa, 18 listopada 2002

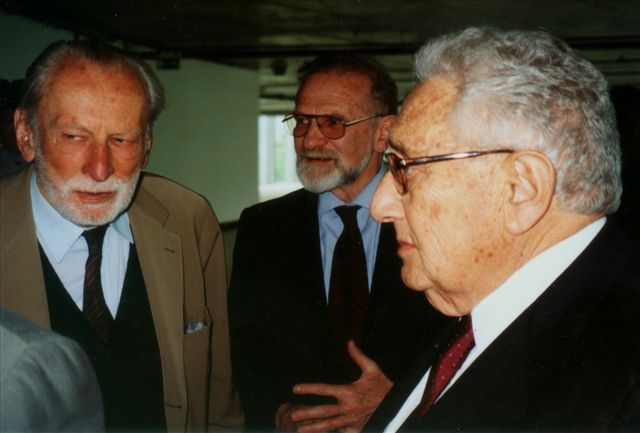
Bronisław Geremek z Jackiem Woźniakowskim i Henrym Kissingerem; Warszawa, 8 maja 2004

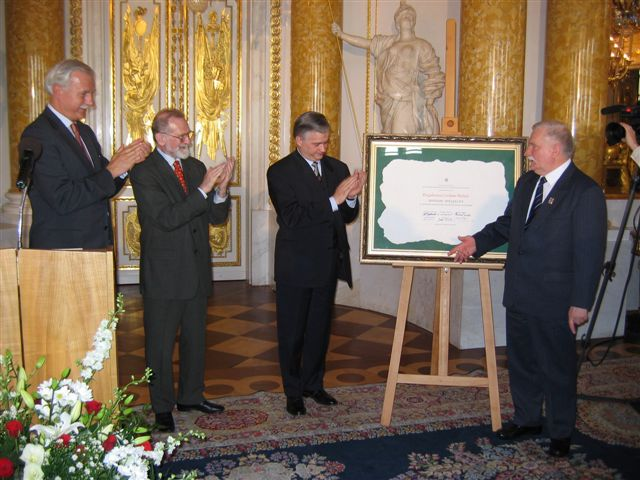
Bronisław Geremek wraz z innymi polskimi ministrami spraw zagranicznych wręcza dyplom MSZ-u Lechowi Wałęsie; Zamek Królewski w Warszawie, 25 czerwca 2004

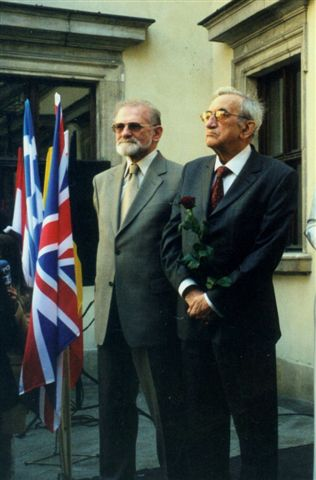
Bronisław Geremek z Tadeuszem Mazowieckim, dzień wstąpienia Polski do Unii Europejskiej; Zamek Ujazdowski w Warszawie, 1 maja 2004

Działacz opozycji politycznej w okresie PRL. Uczestnik obrad Okrągłego Stołu. Poseł na Sejm X, I, II i III kadencji (1989–2001), minister spraw zagranicznych (1997–2000), przewodniczący Unii Wolności (2000–2001), deputowany do Parlamentu Europejskiego VI kadencji (2004–2008). Kawaler Orderu Orła Białego.

## Życiorys

### Dzieciństwo
Urodził się jako Beniamin Lewertow w żydowskiej rodzinie Borucha i Szarcy Lewertowów. Jego ojciec prowadził wytwórnię futer w Warszawie. Miał starszego brata Israela, który po wojnie wyjechał do Izraela, a w 1951 wyemigrował do Stanów Zjednoczonych, gdzie przyjął nazwisko Jerry Lewart. Jeden z jego dziadków, Israel, był magidem.
Nie wypowiadał się wprost o swoim pochodzeniu i dzieciństwie, które uważał za zamknięty kajet, jednak w wywiadzie-rzece udzielonym Jackowi Żakowskiemu wspominał o świadomości żydowskiej, którą w sobie wciąż nosi. W 1940 trafił wraz z rodzicami i bratem do getta warszawskiego. W 1942, jak relacjonował jego brat, rodzina została przeznaczona do wywózki do obozu zagłady i trafiła na Umschlagplatz, lecz ojciec zdołał ich wykupić. W drugiej połowie tegoż roku Bronisław Geremek uciekł z getta, podobnie jak jego brat, ojciec i matka. Jego ojciec został jednak później schwytany i zginął w 1943 lub 1944 w KL Auschwitz.
Po opuszczeniu getta przez miesiąc ukrywał się w Warszawie u znajomego Polaka, po czym wraz z matką wyjechał do Zawichostu, gdzie pod przybranym nazwiskiem Wachlewscy ukrywali się u Stefana Gieremka, prowadząc jego sklep. Przybrał imię Bronisław, zaś jego matka przyjęła imię Maria. Po wojnie Stefan Gieremek ożenił się z matką Bronisława. Cała rodzina przeniosła się do Wschowy, gdzie jego ojczym był urzędnikiem państwowym, a do 1947 starostą. We Wschowie Bronisław Geremek (pod nazwiskiem w brzmieniu Gieremek) zdał małą maturę. W 1948 przeprowadził się na warszawski Żoliborz.
W życiu dorosłym nie uważał się za Żyda. O swoich korzeniach przypominał, gdy stawał wobec zjawiska antysemityzmu.

### Wykształcenie i praca zawodowa
W 1955 ukończył studia na Wydziale Historycznym Uniwersytetu Warszawskiego, w tym samym roku wyjechał do Stanów Zjednoczonych na stypendium Smithsonian Institution, w latach 1956–1958 odbył studia podyplomowe w École pratique des hautes études w Paryżu. W 1960 uzyskał stopień naukowy doktora, a w 1972 habilitował się w Polskiej Akademii Nauk. W 1989 otrzymał tytuł naukowy profesora nauk humanistycznych.
W pracy naukowej zajmował się badaniami nad historią kultury i społeczeństwa wieków średnich. Publikował artykuły, odbywał wykłady i odczyty, napisał (niektóre jako współautor) 10 książek, z czego część została przetłumaczona na języki obce. Rozprawa doktorska z 1960 dotyczyła rynku pracy w średniowiecznym rzemiośle paryskim oraz problematyki prostytucji w tym mieście, natomiast praca habilitacyjna z 1972 grup marginesu społecznego w średniowiecznym Paryżu (Ludzie marginesu w średniowiecznym Paryżu. XIV–XV wiek). W kolejnych latach wielokrotnie powracał do tematu Paryża i ludzi marginesu (Życie codzienne w Paryżu Franciszka Villona z 1972, Świat „opery żebraczej”. Obraz włóczęgów i nędzarzy w literaturach europejskich XV–XVII wieku z 1989, Litość i szubienica. Dzieje nędzy i miłosierdzia z 1989). Przyczynił się do rozwoju polskich badań nad exemplami średniowiecznymi. Był redaktorem i współautorem dotykającego tej tematyki tomu Kultura elitarna a kultura masowa w Polsce późnego średniowiecza (1978).
Jako naukowiec w latach 1955–1985 pracował w Instytucie Historii Polskiej Akademii Nauk w Warszawie. W latach 1960–1965 był wykładowcą na Uniwersytecie Paryskim i kierownikiem tamtejszego Centrum Kultury Polskiej. Uhonorowany został ponad dwudziestoma tytułami doktora honoris causa, m.in. przez Uniwersytet Boloński, Uniwersytet w Utrechcie, Columbia University w Nowym Jorku, Uniwersytet Jagielloński i Europejski Uniwersytet Viadrina we Frankfurcie nad Odrą. W 1992 został mianowany profesorem wizytującym w Collège de France. Był członkiem Academia Europaea, Pen Clubu, Société Européenne de Culture, Collegium Invisibile oraz licznych towarzystw i stowarzyszeń.
W latach 60. prowadził w TVP cykl programów o tematyce historycznej. W latach 1962–1965 był dyrektorem Centrum (Ośrodka) Kultury Polskiej w Paryżu.

### Działalność polityczna

#### PRL
W latach 1948–1950 należał do Związku Walki Młodych. W 1950 został członkiem Polskiej Zjednoczonej Partii Robotniczej, pełnił funkcję II sekretarza POP PZPR na UW. Z partii wystąpił w 1968 w ramach protestu wobec inwazji wojsk Układu Warszawskiego na Czechosłowację.
W grudniu 1975 był współautorem wyrażającego potrzebę reformy ustrojowej Listu 7, skierowanego do delegatów na VII Zjazd PZPR i I sekretarza KC PZPR Edwarda Gierka. W 1977 współautor listu do władz w obronie represjonowanych działaczy Komitetu Obrony Robotników. 22 stycznia 1978 podpisał deklarację założycielską Towarzystwa Kursów Naukowych. Był członkiem i wykładowcą TKN, a także członkiem jego rady programowej. W okresie wydarzeń sierpniowych w 1980 był sygnatariuszem skierowanego do władz komunistycznych apelu 64 naukowców, literatów i publicystów o podjęcie dialogu ze strajkującymi robotnikami. Związał się wówczas z ruchem społecznego protestu robotników z Gdańska, był członkiem Komisji Ekspertów przy MKS w Gdańsku. Następnie został jednym z doradców powstającego Niezależnego Samorządnego Związku Zawodowego „Solidarność”. W 1981 na I Krajowym Zjeździe Delegatów NSZZ „S” przewodniczył Komisji Programowej, stając się głównym autorem programu Samorządna Rzeczpospolita.
Po wprowadzeniu stanu wojennego został internowany, zwolnienie uzyskał w grudniu 1982. Pełnił następnie funkcję doradcy zdelegalizowanej „Solidarności”, blisko współpracował z Lechem Wałęsą. 17 maja 1983 został aresztowany pod zarzutem organizowania nielegalnych zebrań, w lipcu tego samego roku zwolniony na mocy amnestii. 10 października 1986 sygnatariusz apelu do władz USA o zniesienie sankcji gospodarczych wobec Polski.

#### III RP
Brał udział w rozmowach plenarnych w czasie obrad tzw. Okrągłego Stołu z władzami PRL w 1989, które doprowadziły do wyborów parlamentarnych w Polsce i powstania tzw. Sejmu kontraktowego. W wyborach tych po raz pierwszy zdobył mandat poselski, później był wybierany posłem na Sejm w 1991, 1993 i 1997. W Sejmie kontraktowym przez część kadencji kierował Obywatelskim Klubem Parlamentarnym.
Należał do założycieli Ruchu Obywatelskiego Akcja Demokratyczna, Unii Demokratycznej i Unii Wolności. Był przewodniczącym klubu parlamentarnego UD i UW w okresie 1990–1997. Od 2000 do 2001 pełnił funkcję przewodniczącego Unii Wolności. Od 2005 do śmierci należał do Partii Demokratycznej – demokraci.pl.
W latach 1989–2001 zasiadał w Sejmie. W X kadencji Sejmu PRL, a także w I i II kadencji Sejmu RP przewodniczył Komisji Spraw Zagranicznych, kierował też Komisją Konstytucyjną (1989–1991) i Komisją Prawa Europejskiego (2000–2001). W 2001 ubiegał się o reelekcję, jednak kierowana przez niego UW w tych wyborach parlamentarnych nie przekroczyła wyborczego progu.
Po wyborach parlamentarnych w 1991 Lech Wałęsa nieformalnie powierzył mu sformowanie nowego rządu, jednak misja ta zakończyła się niepowodzeniem.
Po utworzeniu koalicji AWS-UW, 31 października 1997 objął stanowisko ministra spraw zagranicznych. W 1998 pełnił funkcję przewodniczącego OBWE. 12 marca 1999 w imieniu rządu polskiego złożył dokumenty ratyfikacyjne Paktu Północnoatlantyckiego (NATO) w depozycie rządu Stanów Zjednoczonych. W 2000 stworzył nową strategię polityki RP wobec Federacji Rosyjskiej. Polegała ona na jednoczesnym wspieraniu demokratycznych dążeń krajów postkomunistycznych oraz pokojowym rozwiązaniu kwestii spornych na linii Warszawa-Moskwa.
Złożył dymisję z zajmowanego stanowiska po rozpadzie koalicji rządowej AWS-UW, urząd ministra sprawował do 30 czerwca 2000.
W wyborach do Parlamentu Europejskiego 13 czerwca 2004 został wybrany europosłem z komitetu Unii Wolności, zdobywając w okręgu warszawskim największą liczbę głosów (również wśród Polonii). W Parlamencie Europejskim wchodził w skład frakcji Porozumienia Liberałów i Demokratów na rzecz Europy. W 2007 odmówił złożenia oświadczenia lustracyjnego, tłumacząc, że zrobił to w 2004.
Był jednym ze współautorów listu otwartego z 5 lipca 2006, w którym byli ministrowie spraw zagranicznych w rządach III RP protestowali wobec odwołania przez prezydenta Lecha Kaczyńskiego szczytu weimarskiego w czerwcu 2006 i krytykowali charakter polityki zagranicznej w relacjach polsko-niemieckich.

### Śmierć i pogrzeb
Zginął 13 lipca 2008 w wypadku drogowym w Lubieniu w powiecie nowotomyskim. Prowadzony przez niego samochód osobowy Mercedes-Benz W202 zjechał na przeciwległy pas jezdni i zderzył się z nadjeżdżającym z przeciwka samochodem dostawczym Fiat Ducato. Kierujący samochodem dostawczym i pasażer tego pojazdu w wyniku wypadku doznali poważnych obrażeń ciała. Pasażerka pojazdu kierowanego przez Bronisława Geremka, którą była Hanna Zaremska, także doznała obrażeń. Prokurator Prokuratury Rejonowej w Nowym Tomyślu umorzył śledztwo w tej sprawie w związku z ustaleniem, że sprawcą wypadku był Bronisław Geremek, który zasnął za kierownicą.
Pogrzeb Bronisława Geremka odbył się 21 lipca 2008, miał charakter państwowy. Został pochowany na cmentarzu Wojskowym na Powązkach (kwatera A2-Aleja Zasłużonych-7).

## Życie prywatne
Od 1952 jego żoną była Hanna Geremek z domu Büttner, historyk i pracownik naukowy UW; miał z nią syna Marcina. Ze związku z mediewistką Hanną Zaremską miał syna Macieja. Obaj synowie zostali lekarzami.
Znał cztery języki obce: francuski, angielski, włoski i niemiecki. Kolekcjonował fajki.

## Publikacje
Publikacje książkowe
- Litość i szubienica: dzieje nędzy i miłosierdzia (Czytelnik 1989, ISBN 83-07-01490-5).
- Świat „opery żebraczej”: obraz włóczęgów i nędzarzy w literaturach europejskich XV–XVII wieku (Państwowy Instytut Wydawniczy 1989, ISBN 83-06-00428-0).
- Rok 1989 – Bronisław Geremek opowiada, Jacek Żakowski pyta (red.: Maria Braunstein; Plejada 1990).
- Ludzie marginesu w średniowiecznym Paryżu: XIV–XV wiek (Zakład Narodowy im. Ossolińskich i PAN 1972).
- Wspólne pasje (współautor: Georges Duby; rozmowę przeprowadził Philippe Sainteny; przeł.: Elżbieta Teresa Sadowska; PWN 1995, ISBN 83-01-11855-5).
- Szansa i zagrożenie. Polityka i dyplomacja w rodzinnej Europie (Studio EMKA 2004, ISBN 83-88607-38-3).

Tłumaczenia
- Fernand Braudel, Historia i trwanie (seria „Nowy Sympozjon”; przedmową opatrzyli: Bronisław Geremek i Witold Kula; Czytelnik 1999, ISBN 83-07-02712-8).

## Odznaczenia i wyróżnienia
11 listopada 2002 został odznaczony przez prezydenta Aleksandra Kwaśniewskiego Orderem Orła Białego. Był członkiem Kapituły Orderu Orła Białego do 2007, kiedy to odmówił ponownego złożenia oświadczenia lustracyjnego.
Został uhonorowany licznymi odznaczeniami i wyróżnieniami. Posiadał między innymi chilijski Krzyż Wielki Orderu Zasługi, niemiecki Orderu Zasługi RFN w klasie Wielkiego Oficera, niemiecki Pour le Mérite. Był też oficerem francuskiej Legii Honorowej. W 1997 otrzymał litewski Krzyż Komandorski Orderu Wielkiego Księcia Giedymina. W 2000 został odznaczony Orderem Zasługi Republiki Włoskiej I klasy, w 2002 estońskim Orderem Krzyża Ziemi Maryjnej I klasy, a w 2004 Orderem Trzech Gwiazd II klasy
Otrzymał odznakę ZAiKS-u (1993), Nagrodę Karola Wielkiego (1998) oraz tytuł Człowieka Roku tygodnika „Wprost” (1999). Był laureatem nagrody „Politique Internationale”, przyznawanej przez Stowarzyszenie Polityki Zagranicznej Sorbony, a także Europrize 1999 Forum Izb Gospodarczych Unii Europejskiej. Został też nagrodzony przez Roosevelt Institute w Nowym Jorku. W 2000 otrzymał tytuł honorowego obywatela Wschowy.
W 2004 redakcja „Gazety Wyborczej” przyznała mu tytuł „Człowieka Roku”. Laudację na cześć laureata wygłosił jej redaktor naczelny Adam Michnik.

## Upamiętnienie
W 2008 sala sejmowa nr 14 w budynku „G” wykorzystywana przez Komisję Spraw Zagranicznych została nazwana imieniem Bronisława Geremka. W tym samym roku XVIII promocja Krajowej Szkoły Administracji Publicznej obrała Bronisława Geremka na swojego patrona. W 2009 owalny dziedziniec w budynku Parlamentu Europejskiego w Strasburgu otrzymał nazwę Agora Bronisław Geremek. W pierwszą rocznicę śmierci polityka na kamienicy przy ul. Piwnej 25, w której w latach 1952–2000 mieszkał, odsłonięto tablicę pamiątkową. W 2010 na bramie wjazdowej pałacyku Cukrowników (siedzibie Instytutu Adama Mickiewicza) odsłonięto tablicę upamiętniającą Bronisława Geremka i Andrzeja Zakrzewskiego.
Imieniem Bronisława Geremka nazwano ulice w Swarzędzu (2008) i Krakowie (2014), a także skwer położony po północno-zachodniej stronie skrzyżowania ulic Marszałkowskiej i Królewskiej w Warszawie (2017), na którym w 2018 odsłonięto tablicę pamiątkową. W 2021 uchwałą Senatu RP X kadencji następny rok ustanowiono Rokiem Bronisława Geremka.